# Opeatogenys cadenati
Opeatogenys cadenati is een straalvinnige vissensoort uit de familie van schildvissen (Gobiesocidae). De wetenschappelijke naam van de soort is voor het eerst geldig gepubliceerd in 1957 door Briggs.